# Spoorlijn Coulibœuf - Falaise
De spoorlijn Coulibœuf - Falaise was een korte Franse spoorlijn van Morteaux-Coulibœuf naar Falaise. De lijn was 8,2 km lang en heeft als lijnnummer 410 000.

## Geschiedenis
De lijn werd geopend door de Compagnie des chemins de fer de l'Ouest op 1 november 1859. In 1949 werd het personenvervoer opgeheven, goederenvervoer was er tot 27 mei 1990, daarna is de lijn opgebroken. 

## Aansluitingen
In de volgende plaatsen is of was er een aansluiting op de volgende spoorlijnen:
Coulibœuf
RFN 430 000, spoorlijn tussen Le Mans en Mézidon
Falaise
RFN 411 000, spoorlijn tussen Falaise en Berjou